# Chibi (Hubei)
Chibi (赤壁市S, ChìbìP) è una città-contea della Cina, situata nella provincia di Hubei e amministrata dalla prefettura di Xianning.